# Božo Lazarević
Božo Lazarević, črnogorski general, * 15. april 1909, † 23. december 2007.

## Življenjepis
Pred drugo svetovno vojno je bil stotnik Jugoslovanskega kraljevega vojnega letalstva; končal je Izvidniško in Pilotsko šolo. 
Leta 1939 je vstopil v KPJ in leta 1941 v NOVJ. Med vojno je bil med drugim tudi član vojaško-diplomatske misije v Združenem kraljestvu, namestnik poveljnika vojnega letalstva in poveljnik skupine letalske divizije,... Po vojni je bil med drugim načelnik Vojnoletalske vojaške akademije in načelnik štaba Poveljstva VL in ZO JLA.
Končal je Vojaško akademijo Vorošilov in VVA JLA.
Umrl je v 99. letu starosti.